# Michael Zager
Michael Zager född 3 januari 1943 i Passaic, New Jersey, är en amerikansk musiker, som bland annat har producerat olika artister som vunnit Grammy Awards. Han var medlem av Ten Wheel Drive 1968-1973. 1978 fick han, under namnet Michael Zager Band, en hit med låten Let's All Chant.